# Phortica brachychaeta
Phortica brachychaeta är en tvåvingeart som beskrevs av Chen och Masanori Joseph Toda 2005. Phortica brachychaeta ingår i släktet Phortica och familjen daggflugor. Inga underarter finns listade i Catalogue of Life.